# 옥수수밭의 아이들 2
《옥수수밭의 아이들 2》(영어: Children of the Corn II: The Final Sacrifice)는 미국에서 제작된 1992년 초자연 슬래셔 영화이다. 데이비드 프라이스가 연출하고, 테런스 녹스 등이 출연하였다. 《옥수수밭의 아이들》(1984)의 속편이며, 《일리언 3》(1995)으로 이어진다.

## 줄거리
전편으로부터 이틀 뒤. 취재를 위해 언론이 몰려든 가운데 개틀린 근처에 위치한 네브래스카주 헤밍퍼드 마을 주민들은 살아남은 개틀린 아이들을 자신들이 키우기로 뜻을 모은다. 그러나 컬트 신자 중 하나였던 마이카가 "옥수수밭 고랑 뒤를 걷는 자"에게 빙의되고, 아이들은 다시 옥수수밭에서 집회를 갖기 시작한다.
주민들이 계속 살해되자 도시에서 온 기자 존은 원주민 프랭크 레드 베어 교수와 힘을 합쳐 조사를 해나간다. 레드 베어 교수는 과거 원주민들이 개틀린과 헤밍퍼드 땅에 신비한 힘이 서려있어 선한 힘도 악한 힘도 증폭시킬 수 있다고 믿었다고 알려준다. 그러나 언젠가부터 원주민 어른들이 농사를 소홀히 하고 동물들을 학살하며 땅을 소중히 다루지 않자 아이들이 반란을 일으켜 어른들을 죽였다는 설화가 있다는 것이다.
이들은 마을 주민들이 수익을 극대화하기 위해 상한 전년도 옥수수를 새로 수확한 옥수수에 섞어 판매했다는 사실을 알게 된다. 레드 베어 교수는 창고에 보관한 상한 옥수수에서 발생한 산성 독이 인근 공기에 섞여들어 개틀린까지 넘어갔을 것이며, 이 독에는 특히 아이들이 취약하다고 설명한다. 곧 교수는 독이 이를 들이마신 아이들에게 정신 이상, 공황, 환각을 유발해 아이들이 컬트에 쉽게 빠져들게 된 거라는 결론에 도달하는데...

## 출연
- 라이언 볼먼 - 마이카 역
- 테런스 녹스 - 존 개릿 역
- 폴 셰러 - 대니 개릿 역
- 로절린드 앨런 - 앤절라 캐주얼 역
- 크리스티 클라크 - 레이시 역
- 네드 로메로 - 프랭크 레드 베어 박사 역
- 에드 그레이디 - 리처드 애플비 박사 역
- 숀 브리저스 - 제디다이아 역
- 오브리 돌러 - 나오미 존슨 역

## 제작
브라이언 유즈나의 아들 제노 유즈나가 옥수수밭 집회에 모이는 아이들 중 하나로 출연하였다.

## 기타 제작진
- 공동 제작: 빌 프롤릭
- 미술: 그레고리 S. 멜턴